# Principat de Lucca i Piombino

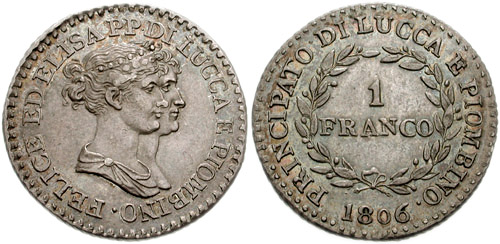
Principat de Lucca i Piombino: Franc de 1806.

El principat de Lucca i Piombino (en italià: Principato di Lucca e Piombino) va ser un Estat napoleònic localitzat en l'actual Toscana (Itàlia) que va existir del 1805 fins al 1815.
El 23 de juny de 1805 per petició del Senat de Lucca, es va constituir el "Principat de Lucca i Piombino", que es va assignar a la germana de Napoleó Bonaparte, Élisa Bonaparte, i al seu marit Felice Bacciocchi.

## Formació
L'Estat va sorgir com a resultat de l'annexió del Principat de Lucca (est. 22 de juny 1805), l'antiga República de Lucca, ocupada per França des de finals de 1799, i l'annexió del Principat de Piombino, sent Elisa Princesa de Piombino des de març d'aquell any. Els Principats, un cop combinats, van ser governats per una única monarquia. Elisa va esdevenir Princesa de Piombino i Lucca. El seu marit Felice Pasquale Baciocchi es va convertir en el Príncep titular de Piombino.

## Govern
La Constitució del principat va ser redactada per Napoleó el 22 de juny de 1805, establint un Consell d'Estat per assistir a la Princesa, i un Senat legislatiu.
El principat va adoptar el franc francès com a moneda pròpia, encara que es van encunyar algunes monedes locals especials.
El 3 de març de 1809, com a part del Tractat de Fontainebleau, el seu germà Napoleó va crear el Gran Ducat de Toscana, amb Elisa regnant com a Gran Duquessa tota la Toscana des de Florència. La regió havia estat annexionada a l'Imperi francès dos anys abans, de l'anterior Regne d'Etrúria (1801-1807).
Des de llavors el Principat de Lucca i Piombino va passar a formar part del Gran Ducat de Toscana, i com a conseqüència va ser un territori del Primer Imperi Francès, amb un prefecte (Antoine-Marie-Pierre de Hautmesnil). No obstant això, tenia un estatut especial, i el territori mai va ser constituït com un departament de França.

## Final
El 1814, després de la caiguda de Napoleó, l'Exèrcit Imperial Austríac va ocupar Lucca, acabant amb el control francès. Piombino, en el Congrés de Viena, va ser atorgat al Gran Ducat de Toscana, i Elba, com a principat, a l'exiliat Napoleó (l'illa pertanyia històricament a Piombino) .
Lucca va ser restituïda com Estat amb un estatus separat com a Ducat de Lucca (1815-1847). El Congrés de Viena (1814-1815) va concedir el Ducat a l'exiliada Maria Lluïsa (1782-1824), exiliada espanyola de la Casa de Borbó, qui va fer cas omís de la constitució imposada sobre ella pel Congrés, i va governar de forma absolutista.